# Live Consternation
Albums de Katatonia
The Great Cold Distance
(2006) Night Is the New Day
(2009)
Live Consternation est un album live du groupe de metal suédois Katatonia, sorti en 2007 sous le label Peaceville Records.

## Liste des chansons
| No  | Titre                | Durée |
| --- | -------------------- | ----- |
| 1.  | Leaders              | 5:11  |
| 2.  | Wealth               | 4:48  |
| 3.  | Soil's Song          | 4:15  |
| 4.  | Had To (Leave)       | 4:53  |
| 5.  | Cold Ways            | 5:23  |
| 6.  | Right into the Bliss | 5:20  |
| 7.  | Ghost of the Sun     | 4:07  |
| 8.  | Criminals            | 4:03  |
| 9.  | Deliberation         | 4:05  |
| 10. | July                 | 4:42  |
| 11. | Evidence             | 5:01  |